# Peter Lawford
Peter Lawford, pseudonimo di Peter Sydney Ernest Aylen (Londra, 7 settembre 1923 – Los Angeles, 24 dicembre 1984), è stato un attore e socialite britannico naturalizzato statunitense.
Già noto come attore bambino in Gran Bretagna, ebbe una lunga carriera nel cinema americano come membro del Rat Pack. La sua notorietà è dovuta anche all'acquisita parentela con la famiglia Kennedy.

## Biografia
Peter Lawford era figlio di Sydney Lawford, militare di carriera. Nato in Inghilterra, trascorse l'infanzia in Francia. Da piccolo ebbe un grave incidente al braccio e alla mano destra, del quale portò i segni per tutta la vita.
Cominciò a recitare come attore bambino nel cinema britannico, segnalandosi soprattutto per la sua interpretazione in Poor Old Bill (1931).

### A Hollywood

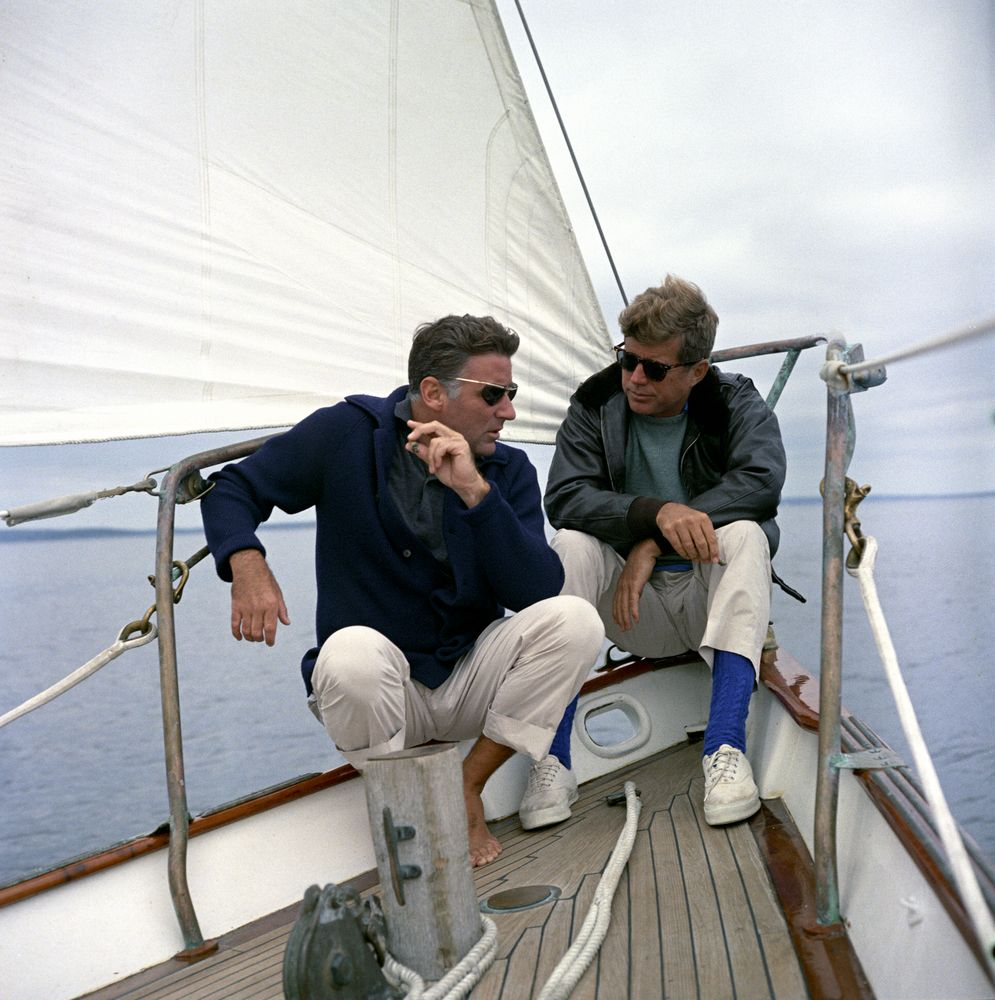
Peter Lawford con il cognato, il presidente John Fitzgerald Kennedy, sullo yacht Manitou un ex-vascello d'addestramento della USCG usato come una "Casa Bianca galleggiante" presso le Isole Johns, nel Maine (12 agosto 1962)

Nel 1937 si trasferì con la famiglia negli Stati Uniti. Una piccola parte nel film La signora Miniver (1942) segnò il suo passaggio a ruoli da adulto. Negli anni successivi interpretò vari ruoli in altre pellicole di successo, tra cui Il figlio di Lassie (1945), Il ritratto di Dorian Gray (1945), Piccole donne (1949), Sua Altezza si sposa (1951).

### A Las Vegas
Nel 1960 decise di risiedere permanentemente negli USA, di cui nel 1963 ottenne la cittadinanza. Negli anni sessanta, con Frank Sinatra e Dean Martin fu uno dei componenti fissi del Rat Pack, un gruppo di attori e cantanti che si esibivano nei locali di Las Vegas e Miami. Con il Rat Pack interpretò i film Colpo grosso (1960), Pepe (1960) e Tre contro tutti (1962).
Altri film celebri nel curriculum di Peter Lawford furono Exodus (1960), Il giorno più lungo (1962), celeberrimo kolossal sullo sbarco in Normandia, Buonasera, signora Campbell (1968) con Gina Lollobrigida.

### Morte
Peter Lawford morì nel 1984 per complicazioni successive a un'insufficienza renale. Le sue ceneri vennero sparse nell'Oceano Pacifico.

## Vita privata
Peter Lawford si sposò quattro volte. La prima moglie fu Patricia Kennedy, sorella del Presidente degli Stati Uniti d'America John Fitzgerald Kennedy: dal matrimonio, durato dal 1954 al 1966, nacquero quattro figli, tra i quali l'attore Christopher Lawford. Nel 1971 passò a nuove nozze con Mary Rowan, dalla quale divorziò nel 1975. L'anno dopo si sposò per la terza volta con Deborah Gould, ma il matrimonio finì l'anno successivo. La quarta moglie fu Patricia Seaton, che egli sposò nel 1984, poco tempo prima di morire.
Peter Lawford e il cognato Robert Kennedy fecero visita a Marilyn Monroe il giorno della sua morte.

## Filmografia parziale

### Cinema

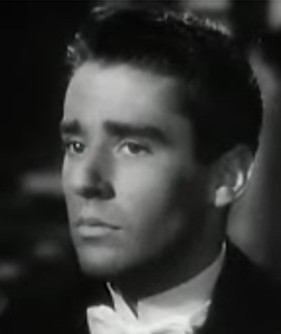
Peter Lawford nel 1945 ne Il ritratto di Dorian Gray di Albert Lewin

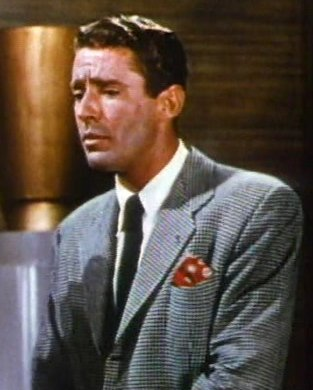
Peter Lawford nel 1951 nel musical Sua Altezza si sposa di Stanley Donen

- Poor Old Bill, regia di Monty Banks (1931)
- La signora Miniver (Mrs. Miniver), regia di William Wyler (1942) (non accreditato)
- Un americano a Eton (A Yank at Eton), regia di Norman Taurog (1942)
- Prigionieri del passato (Random Harvest), regia di Mervyn LeRoy (1942) (non accreditato)
- Qualcuno da ricordare (Someone to Remember), regia di Robert Siodmak (1943)
- Il sergente immortale (Immortal Sergeant), regia di John M. Stahl (1943)
- Le bianche scogliere di Dover (The White Cliffs of Dover), regia di Clarence Brown (1944)
- Lo spettro di Canterville (The Canterville Ghost), regia di Jules Dassin (1944)
- La signora Parkington (Mrs. Parkington), regia di Tay Garnett (1944)
- Il ritratto di Dorian Gray (The Picture of Dorian Gray), regia di Albert Lewin (1945)
- Il figlio di Lassie (Son of Lassie), regia di Sylvan Simon (1945)
- Due sorelle di Boston (Two Sisters from Boston), regia di Henry Koster (1946)
- Fra le tue braccia (Cluny Brown), regia di Ernst Lubitsch (1946)
- Mio fratello parla con i cavalli (My Brother Talks to Horses), regia di Fred Zinnemann (1947)
- Accadde a Brooklyn (It Happened in Brooklyn), regia di Richard Whorf (1947)
- Su di un'isola con te (On a Island with You), regia di Richard Thorpe (1948)
- Ti amavo senza saperlo (Easter Parade), regia di Charles Walters (1948)
- La bella imprudente (Julia Misbehaves), regia di Jack Conway (1948)
- Piccole donne (Little Women), regia di Mervyn LeRoy (1949)
- Il Danubio rosso (The Red Danube), regia di George Sidney (1949)
- Credimi (Please Believe Me), regia di Norman Taurog (1950)
- Sua Altezza si sposa (Royal Wedding), regia di Stanley Donen (1951)
- Lo sprecone (Just this Once), regia di Don Weis (1952)
- Kangarù (Kangaroo), regia di Lewis Milestone (1952)
- Il terrore di Londra (The Hour of Thirteen), regia di Harold French (1952)
- La marcia del disonore (Rogue's March), regia di Allan Davis (1953)
- La ragazza del secolo (It Should Happen to You), regia di George Cukor (1954)
- Sacro e profano (Never so Few), regia di John Sturges (1959)
- Colpo grosso (Ocean's 11), regia di Lewis Milestone (1960)
- Exodus, regia di Otto Preminger (1960)
- Pepe, regia di George Sidney (1960)
- Tre contro tutti (Sergeants 3), regia di John Sturges (1962)
- Tempesta su Washington (Advise & Consent), regia di Otto Preminger (1962)
- Il giorno più lungo (The Longest Day), regia di Darryl F. Zanuck, Ken Annakin e Bernhard Wicki (1962)
- La via del coraggio (Profiles of Courage), regia di Daniel Petrie e Robert Stevens (1964)
- Chi giace nella mia bara? (Dead Ringer), regia di Paul Henreid (1964)
- La doppia vita di Sylvia West (Sylvia), regia di Gordon Douglas (1965)
- Jean Harlow, la donna che non sapeva amare (Harlow), regia di Gordon Douglas (1965)
- La pelle brucia (A Man Called Adam), regia di Leo Penn (1966)
- Tramonto di un idolo (The Oscar), regia di Russell Rouse (1966)
- Segreti che scottano (Deux billets pour Mexico), regia di Christian-Jaque (1967)
- Intrigo a Montecarlo (Deadly Roulette), regia di William Hale (1968)
- Sale e pepe - Super spie hippy (Salt and Pepper), regia di Richard Donner (1968)
- Skidoo, regia di Otto Preminger (1968)
- Buonasera, signora Campbell (Buona sera, Mrs. Campbell), regia di Melvin Frank (1968)
- Quarta parete, regia di Adriano Bolzoni (1968)
- Jerryssimo! (Hook, Line and Sinker), regia di George Marshall (1969)
- Sento che mi sta succedendo qualcosa (The April Fools), regia di Stuart Rosenberg (1969)
- Controfigura per un delitto (One More Time), regia di Jerry Lewis (1970)
- Il piccione d'argilla (Clay Pigeon), regia di Lane Slate e Tom Stern (1971)
- Chi ha ucciso Jenny? (They Only Kill Their Masters), regia di James Goldstone (1972)
- C'era una volta Hollywood (That's Entertainment), regia di Jack Haley Jr. (1974)
- Operazione Rosebud (Rosebud), regia di Otto Preminger (1975)
- Angels' Brigade, regia di Greydon Clark (1979)
- Il guerriero del ring (Body and Soul), regia di George Bowers (1981)
- C'è qualcosa di strano in famiglia (Where Is Parsifal?), regia di Henry Helman (1983)

### Televisione
- General Electric Theater – serie TV, episodio 2x09 (1953)
- Alfred Hitchcock presenta (Alfred Hitchcock Presents) – serie TV, episodio 1x09 (1955)
- Screen Directors Playhouse – serie TV, episodio 1x09 (1955)
- Climax! – serie TV, episodio 3x27 (1957)
- L'uomo ombra (The Thin Man) – serie TV, 72 episodi (1957)
- Goodyear Theatre – serie TV, episodio 3x06 (1959)
- L'ora di Hitchcock (The Alfred Hitchcock Hour) – serie TV, episodio 3x12 (1965)
- Selvaggio west (The Wild Wild West) – serie TV, episodio 2x05 (1966)
- I giorni di Bryan (Run for Your Life) – serie TV, episodio 1x16 (1966)
- Le spie (I Spy) – serie TV, episodio 2x23 (1967)
- Il virginiano (The Virginian) – serie TV, episodio 9x22 (1971)
- Vita da strega (Bewitched) – serie TV, episodio 8x17 (1972)
- Fantasilandia (Fantasy Island) – serie TV, 4 episodi (1977-1982)
- Hawaii Squadra Cinque Zero (Hawaii Five-O) – serie TV, episodio 10x21 (1978)

### Filmati d'archivio
- JFK - Un caso ancora aperto (JFK), regia di Oliver Stone (1991) (non accreditato)
- Paul Williams Still Alive, regia di Stephen Kessler (2011)
- Love, Marilyn - I diari segreti (Love, Marilyn), regia di Liz Garbus (2012)

## Televisione
Peter Lawford ha partecipato nel 1968 a una serie della rubrica pubblicitaria televisiva italiana Carosello insieme a Renato Pinciroli, pubblicizzando l'olio d'Oliva Lara della Olearia Tirrena.

## Doppiatori italiani
- Gianfranco Bellini in Un americano a Eton, Le bianche scogliere di Dover, Il figlio di Lassie, Piccole donne, Lo spettro di Canterville, Ti amavo senza saperlo, Kangarù, Sacro e profano, Lo sprecone, Sua Altezza si sposa, Il terrore di Londra, Il ritratto di Dorian Gray
- Giuseppe Rinaldi in Accadde a Brooklyn, Fra le tue braccia, Su di un'isola con te, Credimi
- Giulio Panicali in Colpo grosso, Exodus, La ragazza del secolo
- Pino Locchi in Buonasera signora Campbell, Tempesta su Washington
- Emilio Cigoli in Jean Harlow, la donna che non sapeva amare, Quarta parete
- Riccardo Mantoni in Il giorno più lungo
- Sergio Graziani in Jerryssimo!
- Antonio Guidi in C'era una volta Hollywood
- Romano Malaspina in Ti amavo senza saperlo (ridoppiaggio)